# Буремюзік
Буремюзік (афр. Boeremusiek, буквально «бурська музика» — розповсюджений в Південноафриканській республіці жанр інструментальної фолк-музики. Виконується зазвичай білими африканерами, з текстами на мові африканс, та вважається національною спадщиною та частиною африканерської етнічної ідентичності. Серед інших етнічних культур ПАР (англомовних білих, «кольорових» та чорних африканців) буремюзік не набула розповсюдження.

## Історія
Буремюзік має європейське походження (пов'язаний з західноєвропейськими сільськими танцями), але після переносу у Південну Африку набув свої характерні властивості та відокремився від європейської традиції.

## Стиль
За манерою виконання зазвичай уявляє собою легкі, бадьорі мелодії танцювального стилю або протяжні, баладного стилю, в мажорній тональності. Віддалено нагадує американський стиль кантрі.
Головним інструментом в групах буремюзік є концертина, яка за принципом нагадує акордеон. Існує багато різновидів концертини, залежно від розташування та розміру отворів, що в свою чергу надає різноманітність звукам та виконанню буремюзік.
Інші інструменти, що можуть застосовуватися в ансамблях: піано-акордеон, кнопкова гармоніка, акордеон, піаніно, фісгармонія та гітара; іноді — віолончель або бас-гітара.
Відомі сучасні виконавці Кліпверф Буреоркес, Дані Ґрей, Ніко Карстенс, Таффі Кіккілюс, Брайан Ніувоудт, Самуель Петцер, Ворсі Фіссно та Ді Гітар Ман.